# エルスワース・バインズ
エルスワース・バインズ（Ellsworth Vines, 1911年9月28日 - 1994年3月17日）は、アメリカ・カリフォルニア州ロサンゼルス出身の男子テニス選手。1930年代前半に活躍した選手で、1931年・1932年の全米選手権と1932年のウィンブルドン選手権男子シングルスで優勝し、4大大会で3勝を挙げた。バインズはアメリカの男子テニス選手として、ビル・チルデンやビル・ジョンストンの後に続く世代に位置している。1936年10月にプロテニス選手として日本を訪れたこともあった。彼は「エリー」（Elly）という愛称で呼ばれた。

## 来歴
バインズは1930年から1933年までの4年間、アマチュアテニス選手として活動した。初出場だった1930年の全米選手権では3回戦で敗退したが、1931年に2度目の出場で決勝進出を果たし、ジョージ・ロット（1906年 - 1991年）を 7-9, 6-3, 9-7, 7-5 で破って初優勝を飾った。1932年がバインズのテニス経歴の最盛期で、ウィンブルドン選手権と全米選手権で4大大会2連勝を達成した。ウィンブルドンでは、4回戦で日本の青木岩雄に第2セットを許したが（バインズのスコア：6-2, 3-6, 6-3, 6-2）準々決勝以後の3試合はすべてストレート勝ちを収める。地元イギリスのヘンリー・オースチンを 6-4, 6-2, 6-0 で圧倒した決勝戦で、バインズは試合中に30本のサービス・エースを放った。全米選手権決勝ではフランスのアンリ・コシェを 6-4, 6-4, 6-4 で破って2連覇を果たし、キース・グレッドヒルとペアを組んだ男子ダブルスも優勝して、単複2冠獲得を達成した。
1933年、バインズは初めて全豪選手権に遠征した。シングルスでは準々決勝で当時17歳の新鋭ビビアン・マグラスに敗退したが、キース・グレッドヒルと組んだ男子ダブルスで優勝する。バインズとグレッドヒルのコンビは、4大大会の男子ダブルスで2勝を挙げた。1933年ウィンブルドンの決勝戦で、バインズはオーストラリアのジャック・クロフォードに 6-4, 9-11, 2-6, 6-2, 4-6 のフルセットで敗れ、大会2連覇を逃した。（1933年ウィンブルドンでも、3回戦で三木龍喜との対戦があった。）続く全米選手権で、バインズは4回戦で同じアメリカのブライアン・グラント（1910年 - 1986年）に敗れ、大会3連覇をあっけなく逃した。この大会の混合ダブルス部門でエリザベス・ライアンとペアを組んだ優勝を最後に、バインズはアマチュアテニス界を離れ、「プロテニス選手契約書」に署名する。こうしてバインズはプロテニス選手となり、先輩のビル・チルデンたちと一緒にプロテニスツアーを回った。
1936年（昭和11年）10月、エルスワース・バインズはビル・チルデンと女子選手のシャープとともに、アメリカ人プロテニス選手3人の一行で日本を訪れた。バインズの来日に先立ち、主催者の読売新聞社は4年前のウィンブルドンで健闘した青木岩雄に紹介文の原稿を依頼した。チルデンはこの来日で、旧友の清水善造との再会を楽しんだ。女子プロ選手はシャープ1人であったことから、対戦相手として岡田早苗が指名され、岡田は「日本人最初の女子プロテニス選手」となる。この「日米国際庭球戦」で、プロ選手4人の一行は東京の田園コロシアム（現在の有明コロシアム）・大阪の甲子園・名古屋の3都市で試合を行い、日本のファンにプロテニスを紹介した。プロテニス選手としての期間中に、バインズは「ウェンブリー・ワールド・プロテニス選手権」（Wembley World Pro）で3連覇を達成し、チルデンとは47度の対戦で26勝21敗の戦績を残した。
バインズは早くも1930年代の終わり頃にテニスへの関心を失い、プロゴルファーに転向する。その後はゴルフの「ティーチング・プロ」として生計を立てた。バインズはゴルフでも好成績を残し、1951年の全米プロゴルフ選手権でベスト4に進出した。当時の全米プロゴルフ選手権は、1957年までマッチプレー方式で行われていた。（1951年の全米プロゴルフ選手権決勝戦は、サム・スニードとウォルター・バークモのカードになり、スニードが優勝した。）1962年に国際テニス殿堂入り。1977年にウィンブルドン選手権の「100周年記念式典」が開催され、66歳になったバインズは歴代優勝者の1人として記念メダルを授与された。1994年3月17日、エルスワース・バインズはカリフォルニア州ラ・キンタにて82歳で逝去した。

## 4大大会優勝
- 全豪選手権　男子ダブルス：1勝（1933年）
- ウィンブルドン選手権　男子シングルス：1勝（1932年）
- 全米選手権　男子シングルス：2勝（1931年＆1932年）／男子ダブルス：1勝（1932年）／混合ダブルス：1勝（1933年）

| 年     | 大会                 | 対戦相手             | 試合結果           |
| ------ | -------------------- | -------------------- | ------------------ |
| 1931年 | 全米選手権           | ジョージ・ロット     | 7-9, 6-3, 9-7, 7-5 |
| 1932年 | ウィンブルドン選手権 | ヘンリー・オースチン | 6-4, 6-2, 6-0      |
| 1932年 | 全米選手権           | アンリ・コシェ       | 6-4, 6-4, 6-4      |